# なつひめ
なつひめは、鳥取県によって開発された梨の品種。

## 概要

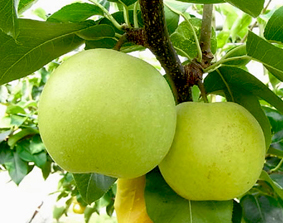
なつひめ

「筑水」と「おさ二十世紀」を掛け合わせて作られた、青梨系の中生種。青梨としては甘みが強く、酸味が少ない。鳥取県では明治時代から二十世紀を中心に栽培されており、ほぼ県下全域へ梨栽培が広がっている。「なつひめ」は鳥取県園芸試験場が平成元年から平成2年に交配した2万本の実生群の中から選抜して誕生した梨新品種群の中の1品種。平成19年に品種登録した高品質な青梨。苗木は鳥取県内向けにしか流通しておらず、鳥取県オリジナルブランド梨として栽培が広まっている。
果皮は二十世紀と同様黄緑色で美しい。果肉は、赤梨を交配しているため、糖度は高く、中心部の酸味も少ないが、青梨特有のシャリシャリした食感を持っている。

## 特性
- 黒斑病抵抗性。
- 収穫期は幸水より遅く二十世紀より早い。（8月下旬から9月上旬）
- 果重は350g程度で二十世紀よりやや大玉。
- 二十世紀より糖度は高く、有袋栽培で12％程度。
- 日持ちは室温条件下で10日程度。
- 開花時期はゴールド二十世紀と同時期。
- 自家和合性品種ではないので人工交配が必要。

## 鳥取県内で育成された主な梨新品種
青梨
- 夏さやか（なつさやか）
- なつひめ
- 涼月（りょうげつ）
- 優秋（ゆうしゅう）
- 瑞鳥（ずいちょう）

赤梨
- 早優利（さゆり）
- 新甘泉（しんかんせん）
- 秋甘泉（あきかんせん）